# Perdicella
Perdicella es un género de molusco gasterópodo de la familia Achatinellidae en el orden de los Stylommatophora.

## Especies
Las especies de este género son:
- Perdicella carinella
- Perdicella fulgurans
- Perdicella helena
- Perdicella kuhnsi
- Perdicella maniensis
- Perdicella ornata
- Perdicella zebra
- Perdicella zebrina